# Ermita de San José de La Jana
La ermita de San José, conocida también como ermita de San José  del Carrascal, en La Jana es un edificio religioso católico, actualmente sin culto,  que se localiza en mismo núcleo poblacional de la comarca del Bajo Maestrazgo. Está catalogada como Bien de relevancia local, con la categoría de Monumento de interés local, y código: 12.03.070-006; de manera genérica y según la Disposición Adicional Quinta de la Ley 5/2007, de 9 de febrero, de la Generalitat, de modificación de la Ley 4/1998, de 11 de junio, del Patrimonio Cultural Valenciano (DOCV Núm. 5.449 / 13/02/2007).

## Historia
La ermita data del año 1587 y en la actualidad está abandonada, lo cual repercute directamente en su estado ruinoso.  Se está tramitando  un proyecto de restauración que ayudaría a la recuperación del monumento.

## Descripción
Se trata de un edificio con planta de nave única con tres crujías (dos cuerpos y presbiterio), separadas por dos arcos nervados que no presentan contrafuertes. La cubierta en bóveda de crucería con nervios apoyados sobre ménsulas incrustadas en los muros.
La cubierta exterior es  a dos aguas y rematada en teja, y presenta espadaña en el lateral izquierdo de la fachada (con hueco para una sola campana, que actualmente está vacío), la cual como decoración presenta, además de la puerta dovelada en forma de arco de medio punto, con un escudo sobre ella y una ventana en forma de aspillera.

## Festividad
Cuando la ermita estaba en uso y tenía culto, se solía realizar una romería tras la Pascua de resurrección, pero la festividad se abandonó al tiempo que se dejaba de utilizar parta el culto la ermita, razón por la cual actualmente ya no se lleva a cabo.